# Istrisia rufobrunnea
Istrisia rufobrunnea is een keversoort uit de familie platsnuitkevers (Salpingidae). De wetenschappelijke naam van de soort werd in 1895 gepubliceerd door George Lewis. Zijn beschrijving was gebaseerd op een exemplaar afkomstig van Sapporo (Japan). Lewis publiceerde in hetzelfde artikel ook de nieuwe geslachtsnaam Istrisia.